# 1950年のワールドシリーズ
1950年のワールドシリーズ（1950ねんのワールドシリーズ）は、1950年10月4日から10月7日まで行われたメジャーリーグのワールドシリーズである。

## 概要
第47回ワールドシリーズ。アメリカンリーグは前年の覇者ニューヨーク・ヤンキース。ナショナルリーグが1915年以来35年ぶりに出場のフィラデルフィア・フィリーズとの対戦となった。結果は4勝0敗でニューヨーク・ヤンキースが2連覇（13回目の優勝）。   

## 試合結果
表中のRは得点、Hは安打、Eは失策を示す。日付は現地時間。

### 第1戦 10月4日
- ペンシルベニア州フィラデルフィア - シャイブ・パーク

|            | 1 | 2 | 3 | 4 | 5 | 6 | 7 | 8 | 9 | R | H | E |
| ---------- | - | - | - | - | - | - | - | - | - | - | - | - |
| ヤンキース | 0 | 0 | 0 | 1 | 0 | 0 | 0 | 0 | 0 | 1 | 5 | 0 |
| フィリーズ | 0 | 0 | 0 | 0 | 0 | 0 | 0 | 0 | 0 | 0 | 2 | 1 |

1. 勝利：ヴィク・ラスチー(1-0)
2. 敗戦：ジム・コンスタンティー(0-1)
3. 観客動員数: 30,746人

コンスタンティーとラスチーの投げ合いで迎えた4回、ヤンキースは1死3塁からジェリー・コールマンの犠飛で先制。ラスチーは5回と6回以外は一人も走者を許さず完封し、ヤンキースが先勝。

### 第2戦 10月5日
- ペンシルベニア州フィラデルフィア - シャイブ・パーク

|            | 1 | 2 | 3 | 4 | 5 | 6 | 7 | 8 | 9 | 10 | R | H  | E |
| ---------- | - | - | - | - | - | - | - | - | - | -- | - | -- | - |
| ヤンキース | 0 | 1 | 0 | 0 | 0 | 0 | 0 | 0 | 0 | 1  | 2 | 10 | 0 |
| フィリーズ | 0 | 0 | 0 | 0 | 1 | 0 | 0 | 0 | 0 | 0  | 1 | 7  | 0 |

1. 勝利：アリー・レイノルズ(1-0)
2. 敗戦：ロビン・ロバーツ(0-1)
3. 本塁打
NYY：ジョー・ディマジオ1号ソロ（10回ロバーツ）
4. 観客動員数: 32,660人

ヤンキースは2回、2死1、3塁からジーン・ウッドリングの遊撃内野安打で先制。一方フィリーズは5回、1死1、3塁からリッチー・アシュバーンの犠飛で追いつく。このままロバーツとレイノルズの投げ合いで延長に突入し迎えた10回、ヤンキースは先頭のディマジオが左翼にソロを放ち勝ち越し。その裏レイノルズは1死2塁のピンチを迎えるが、最後はディック・シスラーを三振に打ち取り10回を完投、ヤンキースが敵地で連勝。

### 第3戦 10月6日
- ニューヨーク州ニューヨーク／ブロンクス - ヤンキー・スタジアム

|            | 1 | 2 | 3 | 4 | 5 | 6 | 7 | 8 | 9 | R | H  | E |
| ---------- | - | - | - | - | - | - | - | - | - | - | -- | - |
| フィリーズ | 0 | 0 | 0 | 0 | 0 | 1 | 1 | 0 | 0 | 2 | 10 | 2 |
| ヤンキース | 0 | 0 | 1 | 0 | 0 | 0 | 0 | 1 | 1 | 3 | 7  | 0 |

1. 勝利：トム・フェリック(1-0)
2. 敗戦：ラス・マイヤー(0-1)
3. 観客動員数: 64,505人

ヤンキースは3回、2死から四球で出塁したフィル・リズートが盗塁と相手捕手の悪送球で3塁に進むと、続くコールマンの左前打で生還し先制。一方フィリーズは6回にシスラーの適時打で追いつくと、続く7回には1死2塁からマイク・ゴリアットの中前打で逆転。リードを貰ったフィリーズ先発ケン・ハインツェルマンは8回、2死を取った後3連続四球と乱れ満塁。フィリーズはここで第1戦先発のコンスタンティーを投入するが、代打ボビー・ブラウンの打球を遊撃手グラニー・ハムナーが失策し同点。ヤンキースは続く9回、代わったマイヤーを攻め2死1、2塁からコールマンが左中間にサヨナラ打を放ち、ヤンキースが早くも王手。

### 第4戦 10月7日
- ニューヨーク州ニューヨーク／ブロンクス - ヤンキー・スタジアム

|            | 1 | 2 | 3 | 4 | 5 | 6 | 7 | 8 | 9 | R | H | E |
| ---------- | - | - | - | - | - | - | - | - | - | - | - | - |
| フィリーズ | 0 | 0 | 0 | 0 | 0 | 0 | 0 | 0 | 2 | 2 | 7 | 1 |
| ヤンキース | 2 | 0 | 0 | 0 | 0 | 3 | 0 | 0 | X | 5 | 8 | 2 |

1. 勝利：ホワイティー・フォード(1-0)
2. セーブ：アリー・レイノルズ(1)
3. 敗戦：ボブ・ミラー(0-1)
4. 本塁打
NYY：ヨギ・ベラ1号ソロ（6回コンスタンティー）
5. 観客動員数: 68,098人

一気に決めたいヤンキースは初回、1死2塁からベラの適時打で先制すると続くディマジオの2塁打で2-0とし、早くもミラーをKO。さらに6回には1回からロングリリーフのコンスタンティーをとらえ、ベラのソロ、ブラウンの3塁打、ハンク・バウアーの犠飛で3点を加え5点差とする。一方ヤンキース先発の新人フォードは8回まで無失点、9回も走者を2人出しながら2死までこぎつけたが、アンディ・セミニックの飛球を左翼手ウッドリングが落球し2点を失い、さらにゴリアットにも左前打を打たれたところでフォードは無念の降板。代わったレイノルズは代打スタン・ロパタを空振り三振に打ち取り、ヤンキースが4連勝で2年連続シリーズ制覇を決めた。